# Alchemilla oxysepala
Alchemilla oxysepala é uma espécie de rosácea do gênero Alchemilla, pertencente à família Rosaceae.